# (9978) 1994 AJ1
(9978) 1994 AJ1 là một tiểu hành tinh vành đai chính dạng C. Nó bay quanh Mặt Trời theo chu kỳ 5.03 năm.
Được phát hiện ngày 2 tháng 1 năm 1994 bởi T. Kobayashi, Tên chỉ định của nó là 1994 AJ1